# (6004) 1988 XY1
A (6004) 1988 XY1 a Naprendszer kisbolygóövében található aszteroida. Ueda és Kaneda fedezte fel 1988. december 11-én.